# Verbesina microcephala
Verbesina microcephala là một loài thực vật có hoa trong họ Cúc. Loài này được Benth. miêu tả khoa học đầu tiên năm 1853.